# TR3 Racing
Le TR3 Racing est une écurie de sport automobile américaine fondée en août 2012 par Arthur, Oliver et Gregory Romanelli. Elle fait participer des voitures de Grand tourisme en catégorie GTD dans des championnats tels que le WeatherTech SportsCar Championship et le GT World Challenge America.

## Histoire
En 2017, l'écurie TR3 Racing avait participé pour la première fois de son histoire au championnat Pirelli World Challenge en y faisant concourir une Ferrari 488 GT3 qu'elle avait confiée aux pilotes italiens Daniel Mancinelli, Andrea Montermini et Niccolò Schirò (en). Lors de cette première saison, elle avait remporté 3 manches et était monté 2 fois sur la 2e marche du podium.
En 2018, l'écurie TR3 Racing avait de nouveau participé au championnat Pirelli World Challenge en y faisant concourir une Ferrari 488 GT3 qu'elle avait confiée au pilote canadien Wei Lu, au pilote italien Daniel Mancinelli et le pilote américain Jeff Segal. Pour cause de BOP défavorable, l'écurie américaine avait retiré sa voiture de la manche initiale du championnat sur le circuit de St. Petersburg. 
En 2019, l'écurie TR3 Racing avbait initié une collaboration avec l'écurie Squadra Corse Garage Italia afin de participer au championnat GT World Challenge America. Elle avait ainsi fait de nouveau rouler une Ferrari 488 GT3 qui avait été confiée au pilote canadien Wei Lu et aux pilotes américains Jeff Segal, Patrick Byrne et Guy Cosmo.
En 2022, après avoir confirmé sa présence pour le championnat Lamborghini Super Trofeo America (en) pour cette nouvelle saison, l'écurie TR3 Racing, toujours en collaboration avec Lamborghini Squadra Corse, avait annoncé sa participation à l'une des emblématiques épreuves du championnat WeatherTech SportsCar Championship, les 24 Heures de Daytona. Elle avait ainsi inscrite deux EvoLamborghini Huracán GT3 Evo, l'une en catégorie GTD Pro avec comme équipage Mirko Bortolotti, Andrea Caldarelli, Rolf Ineichen et Marco Mapelli (en), l'autre en catégorie GTD avec comme équipage Giacomo Altoè (en),  Jeff Segal, Bill Sweedler (de) et John Megrue
,.

## Pilotes
- Giacomo Altoè (en) (2021-2022)
- Alessandro Balzan (2020)
- Rodrigo Baptista (2020)
- Mirko Bortolotti (2022)
- Patrick Byrne (2019)
- Andrea Caldarelli (2022)
- Guy Cosmo (2019)
- Matteo Cressoni (2020)
- Martín Fuentes (2020-2021)
- Ziad Ghandour (2020-2021)
- Rolf Ineichen (2022)
- Mark Issa (2020)
- Dennis Lind (en) (2021)
- Wei Lu (2018-2019)
- Daniel Mancinelli (2017-2018)
- Marco Mapelli (en) (2022)
- John Megrue (2020-2022)
- Sandy Mitchell (en) (2021)
- Andrea Montermini (2017)
- Niccolò Schirò (en) (2017)
- Jeff Segal (2018-2020, 2022)
- Bill Sweedler (de) (2020-2022)